# Estación Central de Núremberg
La estación central de Núremberg (en alemán Nürnberg Hauptbahnhof) es la principal estación ferroviaria que sirve la ciudad de Núremberg en Alemania. Es la estación más grande en el norte de Baviera y pertenece a las 20 estaciones en la categoría más alta de importancia asignada por DB Station & Service.
Es una estación directa con 22 andenes y se encuentra en los principales ejes de transporte norte-sur y este-oeste. Ofrece conexiones con las principales ciudades alemanas de Leipzig, Berlín, Augsburgo, Ingolstadt, Múnich, Wurzburgo, Fráncfort y Ratisbona, así como con Linz y Viena en Austria y Praga en la República Checa. Más de 450 trenes se detienen aquí diariamente y más de 180,000 pasajeros usan la estación en promedio todos los días. También es un importante centro de transporte público en Núremberg.
La estación central se halla en el perímetro sureste del centro antiguo (en alemán Altstadt) de Núremberg, justo enfrente del Königstor (Puerta del Rey), donde se encuentran las calles de Marientorgraben, Frauentorgraben y Bahnhofstraße. El Museo DB, el museo corporativo de Deutsche Bahn AG (anteriormente el Verkehrsmuseum o Museo de transportes), está cerca de la estación, al igual que la ópera Staatstheater Nürnberg.

## Arquitectura

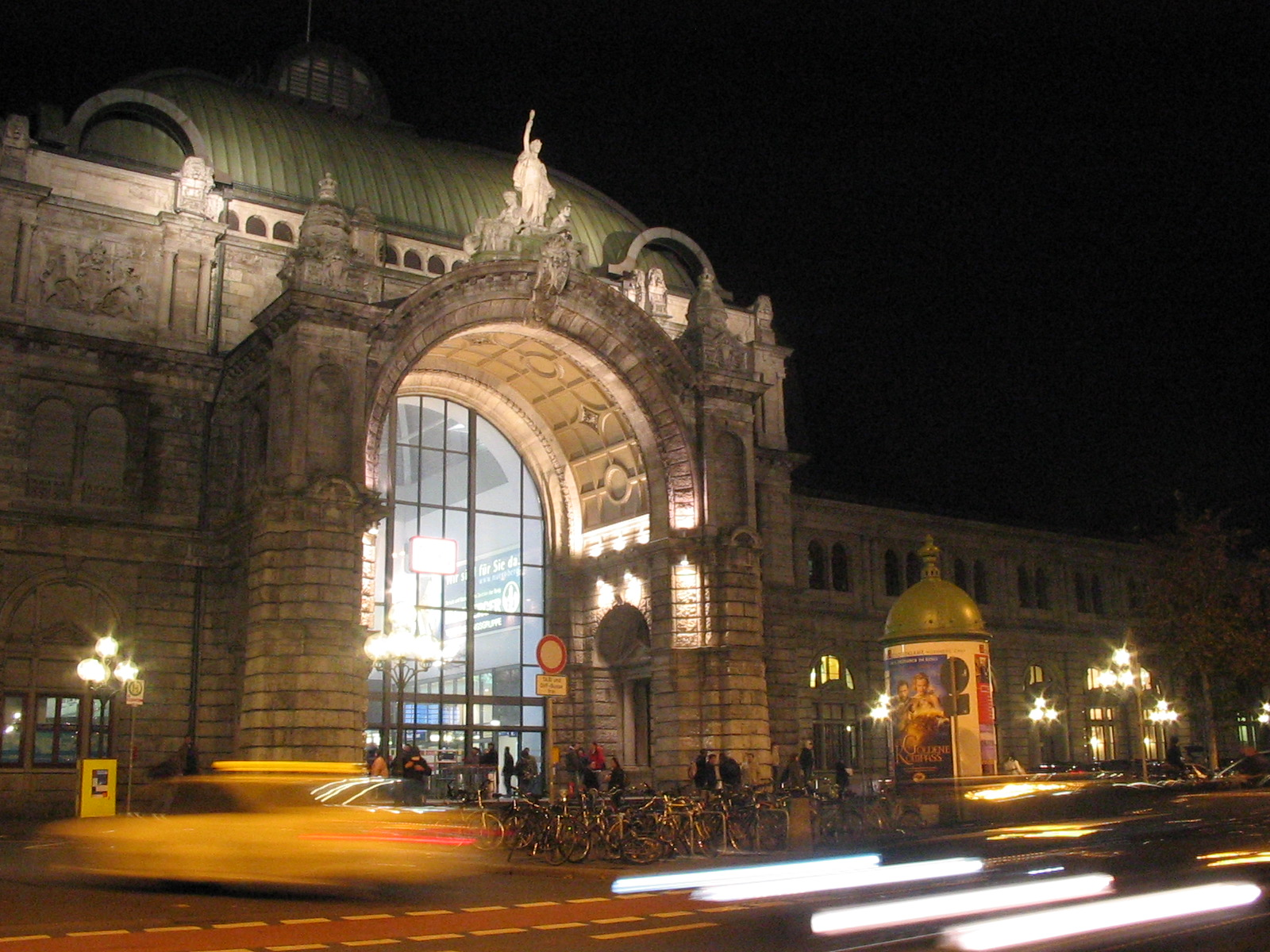
La estación central de noche

Nürnberg Hauptbahnhof, que se había construido originalmente en estilo neogótico, fue reconstruida por el arquitecto Karl Zenger en 1900, en gran parte en estilo neobarroco. La característica más llamativa es la cal de cobchas que caracteriza la fachada exterior. Los portales de las salas interiores están ricamente decorados y representan principalmente símbolos del progreso tecnológico, por ejemplo, una rueda alada sobre el portal en el hall central. El salón, que alberga el actual centro de viajes, fue construido en 1904/1905 por Bruno Paul en el Jugendstil. Las secciones de las paredes están decoradas con finos mosaicos, el techo está adornado con estuco discreto. El salón Jugendstil es una de las pocas zonas de la estación que sobrevivió a la destrucción de la Segunda Guerra Mundial. Sobre el portal principal hay una columna publicitaria de principios del siglo XX.
En 1950 se hicieron planes para cambiar el estilo neobarroco a un estilo neogótico. Poco antes de que comenzara el trabajo, sin embargo, se detuvo, por lo que solo se cambiaron algunas partes.

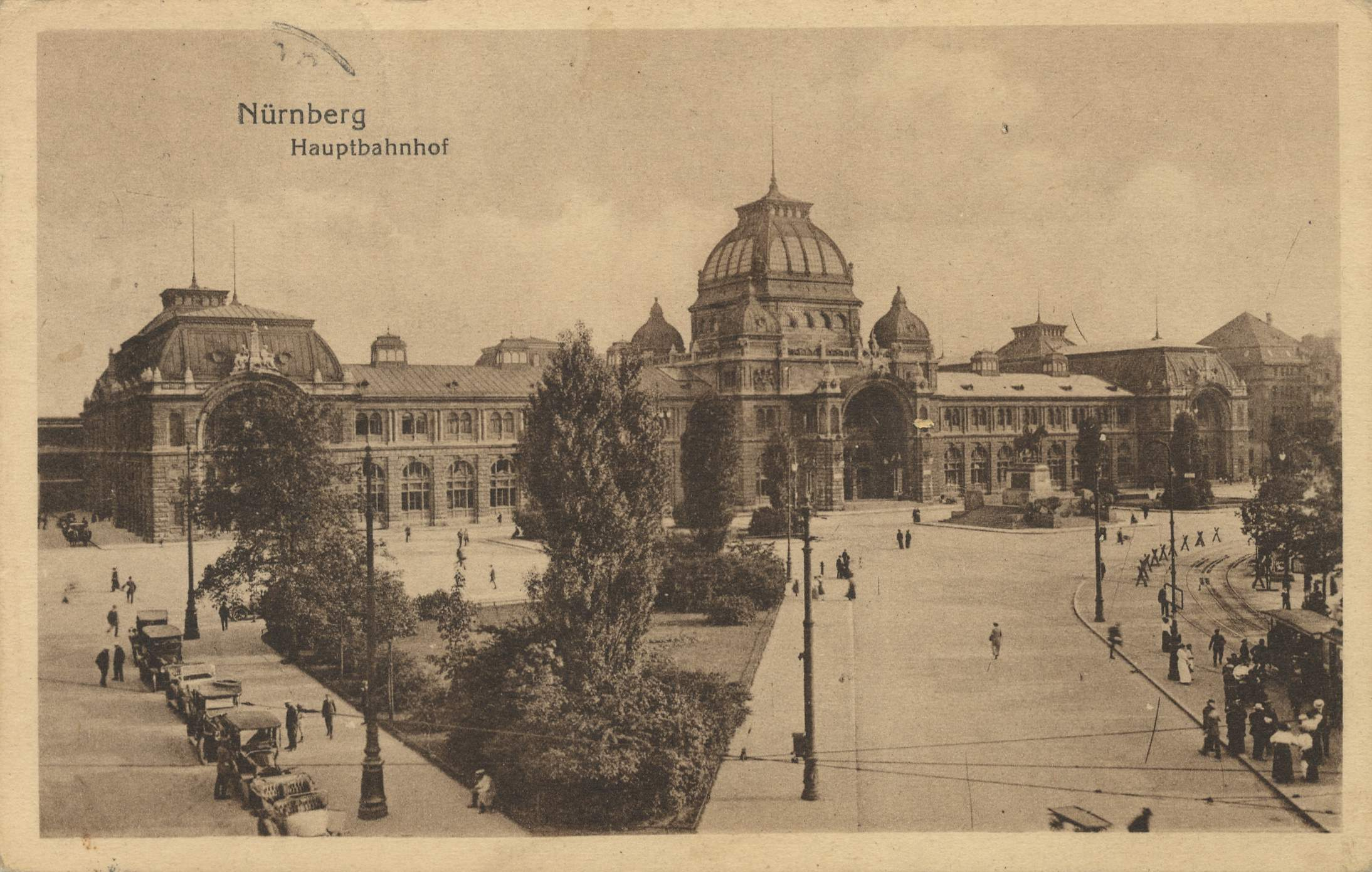
Nürnberg Hauptbahnhof 1918

## Servicios de larga distancia
El Hauptbahnhof se encuentra en la intersección de varias rutas Intercity-Express, InterCity y EuroCity y es la única estación de larga distancia en Núremberg. Estas rutas generalmente sirven Núremberg cada hora, aunque algunas son más frecuentes como resultado de la superposición de servicios.
Los trenes de larga distancia circulan desde aquí a Múnich, Leipzig, Berlín, al Rin-Meno y a la Región del Ruhr; a Stuttgart, Karlsruhe y Hamburgo, así como a Passau y Viena. Un enlace Interregio-Express va hasta Chemnitz y Dresde. Los trenes nocturnos swe dirigen a varios destinos, como el Mar Báltico, Copenhague, Viena, Praga y Moscú.
Casi todos los trenes de larga distancia que circulan desde Múnich hasta el norte de Alemania funcionan en combinación con Núremberg a través del enlace de alta velocidad y luego se dividen desde aquí. Entonces, incluso para estos servicios troncales, hay un servicio frecuente entre las dos ciudades. Una vez que se complete el enlace de alta velocidad entre Núremberg y Leipzig, este, y por lo tanto el enlace a Berlín, también será considerablemente más rápido.